# Űrkemence
Az űrkemence a Miskolci Űrkutató Csoport alkotása. Az Alfa Űrállomásra készült, ahol mikrogravitációs olvasztási kísérleteket szándékoztak vele végezni. A később Nemzetközi Űrállomás néven megvalósuló programhoz fölkészülésül a NASA Marshall Space Flight Centerben, Huntsville-ben tesztelték és vásároltak is belőle. Az űrkemencét a Miskolci Egyetem és az Admatis cég fejleszti.

## Leírása
A sokzónás miskolci űrkemence egy álló hengeres test, függőleges helyzetbe állítva. A 70 cm magasságú henger palástjában 24 db, egymás fölött emeletet képező módon, fűtőszálak vannak beépítve. A fűtőszálak külön-külön fűthetők. A sokzónás űrkemence előnye éppen az, hogy az egyes emeleteket képező fűtőszálak fűtését elektronikus úton, külön-külön lehet vezérelni és szabályozni. Ha az egyes szálak fűtését összehangoltan változtatják, akkor különféle fölfűtési és lehűtési mintázatokat lehet vele kialakítani.

## Egy fölfűtési példa az űrkemencében
Ha egy erősen fölfűtött szálat két gyengébben fűtött szál fog közre, s a többi – most csak a példa kedvéért – nem fűt, akkor lokális fölmelegítés történik. Időben tovább léptetve a fölfűtött szál helyzetét, vagyis az említett fűtési mintázatot, a henger egyik végétől elindulva a másik végéig halad a fölfűtött tartomány. A hengerben lévő fémtestben ez azt eredményezi, hogy az erősen fölfűtött zóna „végighalad” a hengeren, s zónánként fölfűti és megolvasztja az anyagot. Klasszikus zónás olvasztás esetén ezt a zónásan megolvasztandó test mozgatásával érték el. A célja az volt, hogy szennyeződéseket olvasszanak ki a magtestből, mert a szennyeződés mindig az olvadt részben maradt. Az űrkemencében a magtestet nem kell mozgatni, mert itt az elektronika mozdítja tovább a fölforrósító zónát. Ez az elektronikus mozgatás pedig nem más, mint hogy a fűtési mintázatot átkapcsolja egy idő után a szomszédos fűtőszálakra, a szomszédos emeletekre. A példa után már elképzelhető, hogy számos fölfűtési mintázat, előfűtés, utófűtés, fűtési hullám stb. valósítható meg a sokzónás űrkemencében. Ebben a nagyfokú változatosságban van az űrkemence használhatósága az űrkísérletekben.

## Űrkemence szabadalmak
- Berendezés irányított kristályosítás végzésére űrviszonyok között (Bárczy Pál, Búza Gábor, Czél György, Fancsali József, Makk Péter, Raffay Csaba, Roósz András, Tolvaj Béla), 1993.
- Apparatus and capsule for carrying out process of directed crystallization, especially in cossmic space conditions (Bárczy Pál, Búza Gábor, Czél György, Fancsali József, Makk Péter, Raffay Csaba, Roósz András, Tolvaj Béla), 1995.
- Multifunkciós, moduláris, egyedileg tervezhető, mozgásnélküli kristálynövesztő berendezés és módszer a berendezés tervezésére (Roósz András, Búza Gábor, Bárczy Pál, Szőke János, Fuchs Erik, Fancsali József), 2003.